# El Gachupín, Oaxaca
El Gachupín är en ort i Mexiko.   Den ligger i kommunen Villa de Tututepec de Melchor Ocampo och delstaten Oaxaca, i den sydöstra delen av landet, 400 km söder om huvudstaden Mexico City. El Gachupín ligger 19 meter över havet och antalet invånare är 199.
Terrängen runt El Gachupín är platt åt sydväst, men åt nordost är den kuperad. Runt El Gachupín är det ganska glesbefolkat, med 34 invånare per kvadratkilometer. Närmaste större samhälle är Santa Rosa de Lima, 1,9 km sydost om El Gachupín. Omgivningarna runt El Gachupín är en mosaik av jordbruksmark och naturlig växtlighet.